# Adolf Jannasch
Adolf Jannasch (* 7. Juni 1898 in Heidelberg; † 23. April 1984 in Berlin) war ein deutscher Kunsthistoriker.

## Leben
Jannasch kam als Sohn des Chemikers Paul Jannasch zur Welt. Er besuchte das Gymnasium in Heidelberg und studierte ab 1918 Kunstgeschichte, Archäologie und Musikgeschichte an den Universitäten Heidelberg und Berlin, u. a. bei Carl Neumann und Adolph Goldschmidt. Nach der Promotion 1923 bei Neumann in Heidelberg war er wissenschaftlicher Assistent bei den Staatlichen Museen zu Berlin. Zwischen 1927 und 1945 schrieb er als kunsthistorischer Redakteur für den Propyläen Verlag. Von 1945 an war er Leiter des Amtes für Bildende Kunst beim Magistrat bzw. Senat von Berlin. 1946 organisierte er im Admiralspalast Berlin u. a. mit Max Keilson eine Ausstellung Max Pechsteins. 1955 wurde er zum Leiter der „Galerie des 20. Jahrhunderts“ ernannt. Deren Bestände befinden sich seit 1968 in der Neuen Nationalgalerie.
Adolf Jannasch war ab 1945 mit Alice geb. Breu verheiratet. Ihr gemeinsamer Sohn Alexander Jannasch wurde Jurist und Richter am Bundesverwaltungsgericht.

## Ehrungen
- 1969: Verdienstkreuz 1. Klasse der Bundesrepublik Deutschland

## Schriften
- Ornament und Linie bei Rembrandt. Maschinenschriftliche Dissertation, Universität Heidelberg, 23. Juli 1924.[3]
- Die niederländischen Maler des 17. Jahrhunderts (= Propyläen-Kunstgeschichte. Bd. 12). 4., neubearbeitete Auflage. Propyläen, Berlin 1940 (vorige Auflagen von Max J. Friedländer).
- Hans Meid. Neff, Berlin 1943.
- Carl Hofer. Stichnote, Potsdam 1946.
- Renée Sintenis. Stichnote, Potsdam 1949.
- Hrsg. von: Heinrich Zille: Heinrich heeßt er. Unveröffentlichtes. Fackelträger, Hannover 1960.
- Die Galerie des 20. Jahrhunderts Berlin, 1945–1968. Hrsg. von den Staatlichen Museen Preussischer Kulturbesitz anlässlich der Eröffnung der Neuen Nationalgalerie Berlin am 15. Sept. 1968. Hartmann, Berlin 1968.
- Einführung zu: Max Beckmann als Illustrator. Hrsg. von Wolfgang Tiessen. Tiessen, Neu Isenburg, 1969.